# Station Łomianki
Station Łomianki is een spoorwegstation in de Poolse plaats Łomianki.